# Jarret
Jarret es una población y comuna francesa, en la región de Mediodía-Pirineos, departamento de Altos Pirineos, en el distrito de Argelès-Gazost y cantón de Lourdes-Est.

## Demografía
| 110 | 121 | 132 | 184 | 225 | 219 | 290 |
| Para los censos de 1962 a 1999 la población legal corresponde a la población sin duplicidades (Fuente: INSEE [Consultar]) |     |     |     |     |     |     |

## Lugares y monumentos
- Iglesia  Santo Martín.
- Iglesia Santo Juan-Bautista (Aldea de Louzourm).
- Iglesia Santo Roch (Aldea de Ayné).